# Cefprozil
Cefprozil je antibiotik tretje generacije cefalosporinov in ima širok spekter protimikrobnega delovanja. Deluje proti aerobnim gramnegativnim in grampozitivnim bakterijam, pa tudi proti nekaterim anaerobom. (3,5) Njegova betalaktamazna stabilnost pri nekaterih pomembnih patogenih organizmih prekaša sorodne cefalosporine, ki se prav tako uporabljajo peroralno. 

## Uporaba
Večkrat ga uporabljajo za alternativo nekaterim pogosto uporabljenim betalaktamom in cefalosporinom za zdravljenje okužb spodnjega in gornjega respiratornega trakta, sekundarnih bakterijskih infekcij, akutnega in kroničnega bronhitisa in kožnih infekcij pri otrocih. 

Cefprozil se je namreč izkazal kot varen antibiotik tako pri odraslih kot tudi pri otrocih. (2) Varnost cefprozila so preverili tudi na Pharmaceutical Research Institute, kjer so njegovo delovanje preverili na nekaj več kot 4200 pacientih, in se je pokazalo, da je ceprozil še nekoliko varnejši od sorodnih zdravil, med drugim zaradi dobre absorbcije povzroči drisko pri manjšem deležu bolnikov (5). Poleg varnosti so prednost cefprozila tudi relativno dolga razpolovna doba, zaradi katere se lahko jemlje dvakrat dnevno, in aktivnost proti betalaktimaze producirajočim sevom, ki so odporni proti drugim, starejšim antibiotikom. (6)

## Pridobivanje
Antibiotik je polsintetičen, pridobljen po postopku, opisanem v patentu (3). Molekula je monohidrat in je v mešanici v dveh izomernih oblikah (cis in trans, cis oblike je 90 %), ki sta obe aktivni.